# Гокул
Гоку́л(а) (хинди गोकुल, IAST: Gokula) — город в округе Матхура индийского штата Уттар-Прадеш. Расположен в пятнадцати километрах к юго-востоку от города Матхура. 
Начиная с XVI века прославился как место паломничества благодаря вайшнавскому ачарье Валлабхе, и с тех пор является важным религиозным центром паломничества в Индии для последователей традиций кришнаитского бхакти.

## Кришна в Гокуле
В пуранических писаниях индуизма описывается, что Гокула — это место где вырос Кришна под присмотром своих приёмных родителей Нанды и Яшоды. 
Из-за того, что демонический царь Камса убивал всех новорождённых младенцев будущей матери Кришны Деваки, Нанда обменял свою новорождённую дочь на только что появившегося на свет сына Васудевы и Деваки Кришну, который был тайком перенесён подальше от опасности, грозившей ему, из Матхуры в Гокулу. Во время своего пребывания в Гокуле Кришна проводил время развлекаясь и резвясь, а также убивая различных демонов, время от времени посылаемых Камсой с целью убить Кришну. Кришна был шаловливым ребёнком и очень много проказничал, его часто ловили на том, что он воровал масло и йогурт у пастухов Гокулы.

### Путана
Однажды, когда Кришна был ещё младенцем, в Гокулу пришла демоница Путана, посланная Камсой. Она приняла образ красивой женщины и пришла в дом Нанды и Яшоды с целью накормить младенца Кришну своим молоком, предварительно помазав соски смертельным ядом. Кришна, однако, начав сосать грудь, не оторвался от неё пока не высосал из Путаны вместе с молоком её жизнь.

### Змей Калия
Рядом с деревней протекала река Ямуна, в которой вот уже долгое время жил пятиглавый змей по имени Калия. Калия отравил своим ядом воды Ямуны, от чего всё живое в реке погибло и вся прибрежная растительность высохла. Кришна сразился со змеем и изгнал его. В искусстве Кришну часто изображают танцующим на головах змея Калия и одновременно играющим на своей флейте.

### Холм Говардхана
Однажды, когда огромной силы ураган и ливень обрушились на Гокулу, угрожая жизни её обитателей, маленький Кришна поднял холм Говардхану мизинцем своей левой руки, так, что все люди и животные смогли укрываться под его сенью в течение семи дней.

### Кришна и Радха
Во время своего пребывания в Гокуле Кришна всячески развлекался. Он играл на своей флейте, привлекая деревенских девочек-пастушек гопи. Именно в Гокуле Кришна впервые встретился со своей возлюбленной Радхой.
В месте под названием «Рамана-рети» индусы обычно катаются в пыли, надеясь таким образом получить благословение Кришны.

## Демография
Согласно всеиндийской переписи 2001 года, в Гокуле проживал 4041 человек, из которых мужчины составляли 55 %, женщины — 45 %. Уровень грамотности взрослого населения составлял 60 %, что немного выше среднеиндийского уровня (59,5 %). Среди мужчин, уровень грамотности равнялся 68 %, среди женщин — 49 %. 18 % населения составляли дети до 6 лет.